# Seznam československých hráčů v NHL v sezóně 1978/1979
Toto je seznam hráčů Československa a jejich statistiky v sezóně 1998/1979 NHL.

| Tým               | Věk | Hráč              | Post | Počet zápasů | Branky | Asistence | Body | Počet zápasů v play off | Branky v play off | Asistence v play off | Body v play off |
| ----------------- | --- | ----------------- | ---- | ------------ | ------ | --------- | ---- | ----------------------- | ----------------- | -------------------- | --------------- |
| Detroit Red Wings | 34  | Václav Nedomanský | F    | 80           | 38     | 35        | 73   | Ne                      |                   |                      |                 |

- F = Útočník